# Rock da Argentina
O Rock da Argentina (também conhecido como Rock argentino, Rock nacional argentino, ou dentro desse país Rock nacional) é qualquer expressão musical do rock em qualquer um de seus subgêneros (rock and roll, pop rock, tango rock, blues rock, jazz rock, folk rock, rock progressivo, hard rock, heavy metal, punk rock, new wave, reggae rock, rock alternativo, rock eletrônico, rap rock, grunge, rock barrial, rock stone, entre muitos outros) criado por bandas e artistas da Argentina.
Desde suas origens, em meados da década de 1950, o rock argentino formou uma história de expressões artísticas e movimentos musicais que permaneceram na história da música latino-americana. O rock argentino é notável porque foi uma das primeiras expressões de rock no mundo a desenvolver uma identidade e essência inequivocamente próprias, em vez de se limitar a fazer apenas versões das músicas em inglês americano e britânico; como tal, foi um dos primeiros a utilizar predominantemente o espanhol no rock and roll, para comunicar e descrever tópicos relacionados às particularidades do país, referenciar nomes à geografia local e a usar elementos culturais locais, como gírias e o lunfardo, todos os componentes que deram origem a uma maneira única e irrepetível de fazer rock no planeta. O rock argentino também se destaca por haver alcançado grande popularidade em toda a América Latina, com bandas e artistas argentinos que conquistaram recordes em vendas de álbuns e que participavam de concertos em países da América Latina.
O rock na Argentina nasceu em meados dos anos 1950, como parte da explosão internacional do rock and roll estadunidense. O sucesso estrondoso por este ritmo dançante deu origem aos primeiros grupos de rock e artistas solo do país, como Eddie Pequenino e seu grupo Mr. Roll e seus Rockers, no entanto, o rock argentino nos primeiros anos se limitou a fazer nada mais que cover de conjuntos que cantavam em inglês.

## Gênero relacionado
Vários termos são usados para descrever as expressões artísticas do rock and roll na América Ibérica, que muitas vezes são confusas ou têm significados diferentes em diferentes países. Geralmente, esses termos são:
- Rock Íbero-Americano: inclui todas as expressões do rock and roll por nativos de países da América Latina e Espanha. Isso inclui rock brasileiro e rock cantado em inglês, português e idiomas nativos americanos.
- Rock en Español: inclui todo o rock cantado em espanhol.
- Rock latino: inclui todas as expressões do rock and roll nos países da América Latina, no Caribe e na comunidade latino-americana dos Estados Unidos. Além do rock cantado em espanhol, isso inclui rock cantado em inglês, português, francês e outros idiomas baseados em latim. Isso geralmente se refere a um movimento cultural iniciado nos anos 80 em toda a América Latina.
- Rock Nacional na Argentina: refere-se a um movimento de música progressiva que rapidamente ganhou popularidade em 1967 com a música "La Balsa".
- Rock argentino: refere-se a todas as expressões de rock tocadas na Argentina, independentemente do idioma e subgênero.

## Primeiros artistas de rock and roll na Argentina (1955—1967)
As origens do rock na Argentina remontam à segunda metade da década de 1950, quando este chegou ao país como uma parte da explosão internacional que as bandas americanas de rock and roll estavam tendo. Esse ritmo dançante e inovador logo levou à formação das primeiras bandas de rock do país, apesar das quais se argumenta constantemente que o 'rock nacional' em castelhano, com músicas próprias só nasceu no final dos anos 60. No entanto, isso é falso: em fevereiro de 1956, foi publicada uma canção de rock em espanhol com partituras, que mais tarde fora gravada em um disco em maio do mesmo ano; era Rock com Leite. No entanto, isso não foi uma exceção ou um caso isolado de rock em castelhano dessa época: é bastante árduo encontrar, entre 1955 e 1964, gravações de músicos que cantavam em inglês. Eddie Pequenino, a orquestra de Los Comandantes, The Rocklands, Los Mac Ke Mac em seu primeiro álbum e a orquestra de Osvaldo Norton são algumas das poucas exceções. Portanto, é indiscutível afirmar que o 'rock nacional' nasceu no final da década de 1960, como é frequentemente dito.
Diversos músicos fizeram as primeiras experiências e tentativas de rock na Argentina em tempos onde predominava ainda no país o tango de vanguardia e a música folclórica argentina. Esses primeiros grupos de rock e cantores solo argentinos incentivavam a dança e a festa, influenciados por nomes como Bill Haley, Chuck Berry, Elvis Presley, Little Richard, Chubby Checker e Bo Diddley, entre outros. Naturalmente, estes primeiros expoentes do rock argentino tinham estilos diferentes e como conseqüência imitavam os diferentes estilos americanos: alguns como Eddie Pequenino e sua banda Mr. Roll y sus Rockers estavam mais inclinados ao estilo swing de Bill Haley & His Comets, outros como Los Cinco Latinos eram adeptos dos grupos vocais de doo wop como The Platters, e haviam outros como Sandro que foram claramente inspirados pela fusão de country de Elvis Presley. Quando os anos 60 chegaram, mais bandas e cantores solo com uma temática parecida apareciam, agora com influências de novas bandas, os gêneros de twist, new wave , surf e garage com o passar da década, assim como as invasões britânicas e uruguaias teriam um grande impacto na música argentina. Certamente, seria injusto dizer que eles eram meros imitadores, já que tinham suas próprias composições e todos os grupos argentinos imitaram bandas estrangeiras: um exemplo seria a influência do merseybeat britânico em Los Gatos ou do The Rolling Stones em Ratones Paranoicos.
No final da década de 1960, surgiram bandas mais influenciadas pelo merseybeat britânico. Centros de reuniões como o La Perla de Once ou o Instituto Di Tella seriam os núcleos dessa nova tendência artística. Em 1967, foi lançada a música '"La Balsa" de Los Gatos, que com seu estrondoso sucesso e popularidade com 250.000 cópias vendidas se tornou o primeiro grande sucesso do merseybeat argentino em espanhol.

## O contexto da cena musical argentina
A cena musical na Argentina nos anos 50 era composta pelo tango com uma longa tradição urbana, o folclore o qual viveu um boom alimentado pela imigração interna, a música doce onde era realmente influente o peso de países europeus como França e Itália (o Festival da Canção de San Remo era muito popular na sociedade argentina da época), os boleros e baladas românticas como as de Frank Sinatra, enquanto que ritmos tropicais e latino-americanos — a cúmbia havia começado a deixar sua marca na Argentina.
Em 1950, o tango teve suas vendas adiadas, pela primeira vez, por uma canção popular proveniente do folclore, "El rancho 'e la Cambicha", cantada por Antonio Tormo, o "cantor das cabecinhas negras". Começava então o boom do folclore, movido desde já duas décadas por uma nova onda migratória por Buenos Aires, esta vez proveniente das províncias do interior e dos países fronteiriços. Em 1995, um cantor branco dos Estados Unidos chamado Elvis Presley, começa a cantar a música negra conhecida como "rock and roll". Novos setores sociais e novas gerações começavam a modificar o panorama social e artístico que trouxe ao tango seu apogeu. Os locais haviam reduzido seus orçamentos e os conjuntos diminuíram seus componentes.
O rock and roll surgiu como gênero musical nos Estados Unidos nos anos 1950, produto da fusão entre diversas correntes musicais tais como o folk, o hillbilly, o bluegrass, o country, o western e o rhythm & blues, ganhando rapidamente popularidade nacional e internacional através de artistas como Elvis Presley, Bill Haley e Alan Chaile. Na Argentina, a difusão destes temas através de rádios e discos despertaram em muitos músicos o interesse por copiar os sons inovadores e ritmos marcados que o caracterizavam.
Foi então que em meados dos anos 50, chegou o rock and roll a Argentina, com êxitos estadunidenses por parte de cantautores como Bill Haley & His Comets, Elvis Presley, Chuck Berry, Buddy Holly e Gene Vincent que se tornaram mundialmente populares, junto com as estreias do cinema argentino da trilogia fundamental de filmes do rock and roll: Blackboard Jungle, Rock Around The Clock e Don't Knock The Rock (traduzidas na Argentina como Semilla De Maldad, Al Compás Del Reloj e Celos Y Revuelos Al Ritmo Del Rock, respectivamente). Os filmes de rock and roll tiveram tal repercussão entre os adolescentes e jovens que começavam a dançar este ritmo novo nos corredores do cinema, nas ruas, praças, ou mesmo no obelisco de Buenos Aires. Havia começado as vendas de discos de rock and roll nas lojas de discos (chama até então casas de música ou casas de discos) e a difusão do ritmo nas rádios com emissoras publicitando como Radio Splendid, Radio Mitre e seu programa Melodías de rock'n'roll com César Lazaga, e Radio Excelsior com Rock and Belfast com Jorge Beillard, ocasionalmente substituído por Miguel Ángel Merellano.
Enquanto nas rádios, predominavam as estações AM, apesar que a FM (inventada nos EUA em 1933) já tivera seu primeiro caso na Argentina, com a transmissão em fevereiro de 1945 da estação LU3A. Não obstante, não funcionava como uma FM como seriam conhecidas 4 décadas mais tarde: esta transmissão era experimental, funcionava em determinados horários do dia e teve interrupções através dos anos. Nos anos '50, continuariam os experimentos con as FM argentinas.

## Canções mais destacadas do rock argentino

### Al Borde: As 500 melhores canções do rock ibero-americano
Em 9 de março de 2006, comemorando os 50 anos do rock ibero-americano, a revista americana Al Borde publicou uma lista com as 500 melhores canções do rock ibero-americano. Nele havia um total de 154 músicas argentinas. Aqui estão as 10 melhores músicas argentinas da lista:
| Posição | Canção                          | Artista                 | Autores                                   | Ano  |
| ------- | ------------------------------- | ----------------------- | ----------------------------------------- | ---- |
| 1.º     | «De Música Ligera»              | Soda Stereo             | Gustavo Cerati e Zeta Bosio               | 1990 |
| 2.º     | «El Matador»                    | Los Fabulosos Cadillacs | Flavio Cianciarulo                        | 1993 |
| 5.º     | «Demoliendo Hoteles»            | Charly García           | Charly García                             | 1984 |
| 7.º     | «Persiana Americana»            | Soda Stereo             | Gustavo Cerati e Jorge Antonio Daffunchio | 1986 |
| 9.º     | «La Muralla Verde»              | Enanitos Verdes         | Marciano Cantero e Daniel Piccolo         | 1986 |
| 13.º    | «El Amor Después del Amor»      | Fito Páez               | Fito Páez                                 | 1992 |
| 18.º    | «Sin Documentos»                | Los Rodríguez           | Andrés Calamaro                           | 1993 |
| 23.º    | «Rasguña las Piedras»           | Sui Generis             | Charly García                             | 1973 |
| 28.º    | «Cuando Seas Grande»            | Miguel Mateos/ZAS       | Miguel Mateos                             | 1986 |
| 31.º    | «La Leyenda del Hada y el Mago» | Rata Blanca             | Walter Giardino                           | 1990 |

### Rock das Américas: As 120 melhores canções do rock em espanhol
Em 23 de outubro de 2009, o site Rock en las Américas publicou uma lista com as 120 melhores canções do rock em espanhol Nele, havia um total de 42 músicas argentinas. Aqui estão as 10 melhores músicas argentinas da lista:
| Posição | Canção                          | Artista                                  | Autores                                   | Ano  |
| ------- | ------------------------------- | ---------------------------------------- | ----------------------------------------- | ---- |
| 1.º     | «El Matador»                    | Los Fabulosos Cadillacs                  | Flavio Cianciarulo                        | 1993 |
| 2.º     | «De música ligera»              | Soda Stereo                              | Gustavo Cerati e Zeta Bosio               | 1990 |
| 6.º     | «Persiana Americana»            | Soda Stereo                              | Gustavo Cerati e Jorge Antonio Daffunchio | 1986 |
| 11.º    | «Sin Documentos»                | Los Rodríguez                            | Andrés Calamaro                           | 1993 |
| 12.º    | «Sr. Cobranza»                  | Bersuit Vergarabat                       | Mosky Penner e Hernán de Vega             | 1998 |
| 13.º    | «Cuando Pase el Temblor»        | Soda Stereo                              | Gustavo Cerati                            | 1985 |
| 22.º    | «En la ciudad de la furia»      | Soda Stereo                              | Gustavo Cerati                            | 1988 |
| 25.º    | «Vasos vacíos»                  | Los Fabulosos Cadillacs feat. Celia Cruz | Vicentico                                 | 1988 |
| 27.º    | «La Leyenda del Hada y el Mago» | Rata Blanca                              | Walter Giardino                           | 1990 |
| 28.º    | «Muchacha ojos de papel»        | Almendra                                 | Luis Alberto Spinetta                     | 1969 |

### Bello Magazine: As 100 melhores canções do rock em espanhol
Em 8 de novembro de 2010 a revista Bello Magazine publicou uma lista com as 100 melhores canções do rock e espanhol. Nela, havia um total de 39 músicas argentinas. Aqui estão as 10 melhores músicas argentinas na lista:
| Posição | Canção                        | Artista                 | Autores                                                           | Ano  |
| ------- | ----------------------------- | ----------------------- | ----------------------------------------------------------------- | ---- |
| 1.º     | «Canción para mi muerte»      | Sui Generis             | Charly García                                                     | 1972 |
| 2.º     | «Persiana Americana»          | Soda Stereo             | Gustavo Cerati e Jorge Antonio Daffunchio                         | 1986 |
| 6.º     | «Una luna de miel en la mano» | Virus                   | Federico Moura e Eduardo Costa                                    | 1985 |
| 7.º     | «Mil horas»                   | Los Abuelos de la Nada  | Andrés Calamaro                                                   | 1983 |
| 13.º    | «Rasguña las piedras»         | Sui Generis             | Charly García                                                     | 1973 |
| 14.º    | «Sin Documentos»              | Los Rodríguez           | Andrés Calamaro                                                   | 1993 |
| 15.º    | «El genio del dub»            | Los Fabulosos Cadillacs | Vicentico, Fernando Ricciardi, Sergio Rotman e Flavio Cianciarulo | 1987 |
| 16.º    | «No me dejan salir»           | Charly García           | Charly García                                                     | 1983 |
| 17.º    | «Cuando Seas Grande»          | Miguel Mateos/ZAS       | Miguel Mateos                                                     | 1986 |
| 20.º    | «La Muralla Verde»            | Enanitos Verdes         | Marciano Cantero e Daniel Piccolo                                 | 1986 |

### E!: As 20 melhores canções do rock em espanhol
Em 2011 o canal de televisão E! publicou uma lista com as 20 melhores canções do rock em espanhol. Cabe destacar que, nesta lista, A maioria das posições são de artistas argentinos, com 9, estando em segundo lugar os mexicanos, com 5. Em seguida, as músicas argentinas que entraram na lista:
| Posição | Canção                     | Artista                           | Autores                                            | Ano  |
| ------- | -------------------------- | --------------------------------- | -------------------------------------------------- | ---- |
| 2.º     | «Putita»                   | Babasónicos                       | Adrián Dárgelos, Diego Uma-T Tuñón e Mariano Roger | 2003 |
| 4.º     | «Lamento Boliviano»        | Enanitos Verdes                   | Dimi Bass e Natalio Faingold                       | 1994 |
| 6.º     | «Abarajame»                | Illya Kuryaki and the Valderramas | Dante Spinetta e Emmanuel Horvilleur               | 1995 |
| 9.º     | «El Amor Después del Amor» | Fito Páez                         | Fito Páez                                          | 1992 |
| 12.º    | «Cuando Pase el Temblor»   | Soda Stereo                       | Gustavo Cerati                                     | 1985 |
| 14.º    | «El Matador»               | Los Fabulosos Cadillacs           | Flavio Cianciarulo                                 | 1993 |
| 16.º    | «Fanky»                    | Charly García                     | Charly García                                      | 1989 |
| 18.º    | «Sin Documentos»           | Los Rodríguez                     | Andrés Calamaro                                    | 1993 |
| 20.º    | «De música ligera»         | Soda Stereo                       | Gustavo Cerati e Zeta Bosio                        | 1990 |

### Satélite Musical: votação por usuários das 20 melhores canções do rock em espanhol
Em junho de 2006, o site Satélite musical publicou uma lista, feita com os resultados de uma votação dos usuários de seu site, com as 20 melhores canções do rock em espanhol. Cabe destacar que, nesta lista, a maioria das posições são de artistas argentinos, com 8, estando em segundo lugar os mexicanos, com 6. Em seguida, as músicas argentinas que entraram na lista:
| Posição | Canção                     | Artista                 | Autores                      | Ano  |
| ------- | -------------------------- | ----------------------- | ---------------------------- | ---- |
| 1.º     | «El Matador»               | Los Fabulosos Cadillacs | Flavio Cianciarulo           | 1993 |
| 2.º     | «Lamento Boliviano»        | Enanitos Verdes         | Dimi Bass e Natalio Faingold | 1994 |
| 4.º     | «De música ligera»         | Soda Stereo             | Gustavo Cerati e Zeta Bosio  | 1990 |
| 8.º     | «Mil horas»                | Los Abuelos de la Nada  | Andrés Calamaro              | 1983 |
| 12.º    | «En la ciudad de la furia» | Soda Stereo             | Gustavo Cerati               | 1988 |
| 14.º    | «Rasguña las piedras»      | Sui Generis             | Charly García                | 1973 |
| 16.º    | «El Amor Después del Amor» | Fito Páez               | Fito Páez                    | 1992 |
| 20.º    | «Cuando Seas Grande»       | Miguel Mateos/ZAS       | Miguel Mateos                | 1986 |

### Listas 20 Minutos: votação de usuários das 125 melhores canções do rock argentino
Em 7 de outubro de 2012, no website Listas 20 Minutos foi publicado uma lista com as 125 melhores canções do rock argentino, onde os usuários definiriam as posições votando em suas favoritas. Em 12 de março de 2020, estes são os 10 primeiros lugares:
| Posição | Canção                     | Artista                                 | Autores                                   | Ano  |
| ------- | -------------------------- | --------------------------------------- | ----------------------------------------- | ---- |
| 1.º     | «De música ligera»         | Soda Stereo                             | Zeta Bosio e Gustavo Cerati               | 1990 |
| 2.º     | «Jijiji»                   | Patricio Rey y sus Redonditos de Ricota | Indio Solari e Skay Beilinson             | 1986 |
| 3.º     | «Persiana Americana»       | Soda Stereo                             | Gustavo Cerati e Jorge Antonio Daffunchio | 1986 |
| 4.º     | «Mujer Amante»             | Rata Blanca                             | Walter Giardino e Adrián Barilari         | 1990 |
| 5.º     | «Juntos a la par»          | Pappo                                   | Yulie Ruth                                | 2003 |
| 6.º     | «Mil horas»                | Los Abuelos de la Nada                  | Andrés Calamaro                           | 1983 |
| 7.º     | «En la ciudad de la furia» | Soda Stereo                             | Gustavo Cerati                            | 1988 |
| 8.º     | «Prohibido»                | Callejeros                              | Pato Fontanet                             | 2004 |
| 9.º     | «Arrancacorazones»         | Attaque 77                              | Ciro Pertusi e Mariano Martínez           | 2003 |
| 10.º    | «Cuando Pase el Temblor»   | Soda Stereo                             | Gustavo Cerati                            | 1985 |

### Rolling StoneArgentina e MTV: As 100 melhores canções do rock argentino
Em março de 2002 a revista Rolling Stone Argentina e o canal MTV publicaram uma lista com as 100 melhores canções do rock argentino. Aqui estão os 10 primeiros lugares:
| Posição | Canção                               | Artista                                 | Autores                       | Ano  |
| ------- | ------------------------------------ | --------------------------------------- | ----------------------------- | ---- |
| 1.º     | «La Balsa»                           | Los Gatos                               | Litto Nebbia e Tanguito       | 1967 |
| 2.º     | «Muchacha ojos de papel»             | Almendra                                | Luis Alberto Spinetta         | 1969 |
| 3.º     | «Rasguña las piedras»                | Sui Generis                             | Charly García                 | 1973 |
| 4.º     | «De música ligera»                   | Soda Stereo                             | Zeta Bosio e Gustavo Cerati   | 1990 |
| 5.º     | «Jijiji»                             | Patricio Rey y sus Redonditos de Ricota | Indio Solari e Skay Beilinson | 1986 |
| 6.º     | «Sólo le pido a Dios»                | León Gieco                              | León Gieco                    | 1978 |
| 7.º     | «Presente (El momento en que estás)» | Vox Dei                                 | Ricardo Soulé                 | 1970 |
| 8.º     | «Seminare»                           | Serú Girán                              | Charly García                 | 1978 |
| 9.º     | «Y dale alegría a mi corazón»        | Fito Páez                               | Fito Páez                     | 1990 |
| 10.º    | «El Matador»                         | Los Fabulosos Cadillacs                 | Flavio Cianciarulo            | 1993 |

### Rock.com.ar: As 100 melhores canções do rock argentino
Em 7 de junho de 2005, em comemoração aos 40 anos del lançamento do álbum debut homônimo de Los Gatos Salvajes, o site Rock.com.ar publicou uma lista com as 100 melhores canções do rock argentino. Aqui estão os 10 primeiros lugares:
| Posição | Cançção                         | Artista                                 | Autores                       | Ano  |
| ------- | ------------------------------- | --------------------------------------- | ----------------------------- | ---- |
| 1.º     | «Cerca de la revolución»        | Charly García                           | Charly García                 | 1984 |
| 2.º     | «Muchacha ojos de papel»        | Almendra                                | Luis Alberto Spinetta         | 1969 |
| 3.º     | «Mariposa Pontiac»              | Patricio Rey y sus Redonditos de Ricota | Skay Beilinson e Indio Solari | 1996 |
| 4.º     | «De música ligera»              | Soda Stereo                             | Zeta Bosio e Gustavo Cerati   | 1990 |
| 5.º     | «La balsa»                      | Los Gatos                               | Litto Nebbia e Tanguito       | 1967 |
| 6.º     | «El 38»                         | Divididos                               | Diego Arnedo e Ricardo Mollo  | 1991 |
| 7.º     | «Pistolas»                      | Los Piojos                              | Los Piojos                    | 1994 |
| 8.º     | «Yo vengo a ofrecer mi corazón» | Fito Páez                               | Fito Páez                     | 1985 |
| 9.º     | «Eiti Leda»                     | Serú Girán                              | Charly García                 | 1978 |
| 10.º    | «Sólo le pido a Dios»           | León Gieco                              | León Gieco                    | 1978 |

### ATB: As 15 melhores canções do rock argentino
Em 1 de fevereiro de 2019 o canal de televisão boliviano ATB publicou uma lista com as 15 melhores canções do rock argentino. Aqui estão os 10 primeiros lugares:
| Posição | Canção                          | Artista                            | Autores                             | Ano  |
| ------- | ------------------------------- | ---------------------------------- | ----------------------------------- | ---- |
| 1.º     | «Prófugos»                      | Soda Stereo                        | Gustavo Cerati e Charly Alberti     | 1986 |
| 2.º     | «Mi sombra en la pared»         | Miguel Mateos/ZAS                  | Miguel Mateos                       | 1986 |
| 3.º     | «Es por amor»                   | GIT                                | Alfredo Toth e Osvaldo Marzullo     | 1986 |
| 4.º     | «Pronta entrega»                | Virus                              | Julio Moura e Federico Moura        | 1985 |
| 5.º     | «No voy en tren»                | Charly García                      | Charly García                       | 1987 |
| 6.º     | «Por el resto»                  | Enanitos Verdes                    | Felipe Staiti e Marciano Cantero    | 1987 |
| 7.º     | «Cheques»                       | Spinetta y Los Socios del Desierto | Luis Alberto Spinetta               | 1997 |
| 8.º     | «Mil horas»                     | Los Abuelos de la Nada             | Andrés Calamaro                     | 1983 |
| 9.º     | «El amor es más fuerte»         | Ulises Butrón                      | Daniel Martín e Fernando Barrientos | 1993 |
| 10.º    | «La Leyenda del Hada y el Mago» | Rata Blanca                        | Walter Giardino                     | 1990 |

### Bello Magazine: As 10 melhores canções do rock argentino
Em 30 de julho de 2010 a revista Bello Magazine publicou uma lista com as 10 melhores canções do rock argentino.
| Posição | Canção                        | Artista                 | Autores                                   | Ano  |
| ------- | ----------------------------- | ----------------------- | ----------------------------------------- | ---- |
| 1.º     | «Canción para mi muerte»      | Sui Generis             | Charly García                             | 1972 |
| 2.º     | «Persiana Americana»          | Soda Stereo             | Gustavo Cerati e Jorge Antonio Daffunchio | 1986 |
| 3.º     | «El Matador»                  | Los Fabulosos Cadillacs | Flavio Cianciarulo                        | 1993 |
| 4.º     | «Una luna de miel en la mano» | Virus                   | Federico Moura e Eduardo Costa            | 1985 |
| 5.º     | «Rasguña las piedras»         | Sui Generis             | Charly García                             | 1973 |
| 6.º     | «Mil horas»                   | Los Abuelos de la Nada  | Andrés Calamaro                           | 1983 |
| 7.º     | «Sr. Cobranza»                | Bersuit Vergarabat      | Mosky Penner e Hernán de Vega             | 1998 |
| 8.º     | «La calle es su lugar»        | GIT                     | Pablo Guyot                               | 1984 |
| 9.º     | «De música ligera»            | Soda Stereo             | Zeta Bosio e Gustavo Cerati               | 1990 |
| 10.º    | «Demoliendo Hoteles»          | Charly García           | Charly García                             | 1984 |

### La Nación: Os 10 melhores videoclipes do rock argentino
Em 1 de setembro de 2011 o jornal argentino La Nación publicou uma lista com os 10 melhores videoclipes do rock argentino.
| Posição | Canção                                      | Artista                                 | Diretor de videoclipe | Ano da canção | Ano do videoclipe |
| ------- | ------------------------------------------- | --------------------------------------- | --------------------- | ------------- | ----------------- |
| 1.º     | «En La Ciudad De La Furia»                  | Soda Stereo                             | Alfredo Lois          | 1988          | 1989              |
| 2.º     | «Los Calientes»                             | Babasónicos                             | Emiliano Ferrando     | 2001          | 2002              |
| 3.º     | «Abarajame»                                 | Illya Kuryaki and the Valderramas       | Alejandro Hartmann    | 1995          | 1995              |
| 4.º     | «Masacre en el Puticlub»                    | Patricio Rey y sus Redonditos de Ricota | Guillermo Beilinson   | 1988          | 1988              |
| 5.º     | «El Matador»                                | Los Fabulosos Cadillacs                 | Pucho Mentasti        | 1993          | 1994              |
| 6.º     | «Cheques»                                   | Spinetta y Los Socios del Desierto      | Eduardo Martí         | 1997          | 1997              |
| 7.º     | «Hola Qué Tal»                              | Las Pelotas                             | Rodrigo Espina        | 1995          | 1995              |
| 8.º     | «Y lo que Quiero es que Pises Sin el Suelo» | Catupecu Machu                          | Gianfranco Quattrini  | 2000          | 2000              |
| 9.º     | «Somos»                                     | Los Auténticos Decadentes               | Pablo Armesto         | 2006          | 2006              |
| 10.º    | «Estadio Azteca»                            | Andrés Calamaro                         | Rafa Sañudo           | 2004          | 2004              |